# Ziegelhütte (Oberscheinfeld)
Ziegelhütte  (fränkisch: Ziechlhiddn) ist ein Gemeindeteil des Marktes Oberscheinfeld im Landkreis Neustadt an der Aisch-Bad Windsheim (Mittelfranken, Bayern). Ziegelhütte liegt in der Gemarkung Oberscheinfeld.

## Geografie
Die Einöde liegt am rechten Ufer des Prühlbachs. Der Buchwiesengraben mündet dort als linker Zufluss in den Prühlbach. Die Staatsstraße 2257 führt den Prühlbach entlang nach Oberscheinfeld (0,8 km südwestlich) bzw. an der Prühlermühle vorbei nach Prühl (2 km nördlich). 0,6 km südöstlich befindet sich am Südhang des Schloßberges die Burgruine Scharfeneck.

## Geschichte
Der Ort wurde im Lehenbuch des Bambergischen Amtes Oberscheinfeld von 1624 als „Ziegelhüttn“ erstmals erwähnt. Im Rahmen des Gemeindeedikts (frühes 19. Jahrhundert) wurde Ziegelhütte dem Steuerdistrikt Oberscheinfeld und der Ruralgemeinde Oberscheinfeld zugeordnet.

### Baudenkmal
- Prühler Straße 1: Ehemalige Ziegelhütte, Wohnhaus und Nebengebäude

### Einwohnerentwicklung
| Jahr      | 001836 | 001840 | 001861 | 001871 | 001885 | 001900 | 001925 | 001950 | 001961 | 001970 | 001987 |
| Einwohner | 8      | 8      | *      | 7      | 8      | 7      | 5      | 9      | 4      | 4      | 6      |
| Häuser    | 1      | 1      |        |        | 1      | 1      | 1      | 1      | 1      |        | 1      |
| Quelle    | [ 10 ] | [ 11 ] | [ 12 ] | [ 13 ] | [ 14 ] | [ 15 ] | [ 16 ] | [ 17 ] | [ 18 ] | [ 19 ] | [ 1 ]  |

## Religion
Ziegelhütte ist römisch-katholisch geprägt und bis heute nach St. Gallus (Oberscheinfeld) gepfarrt.